# Скордиски

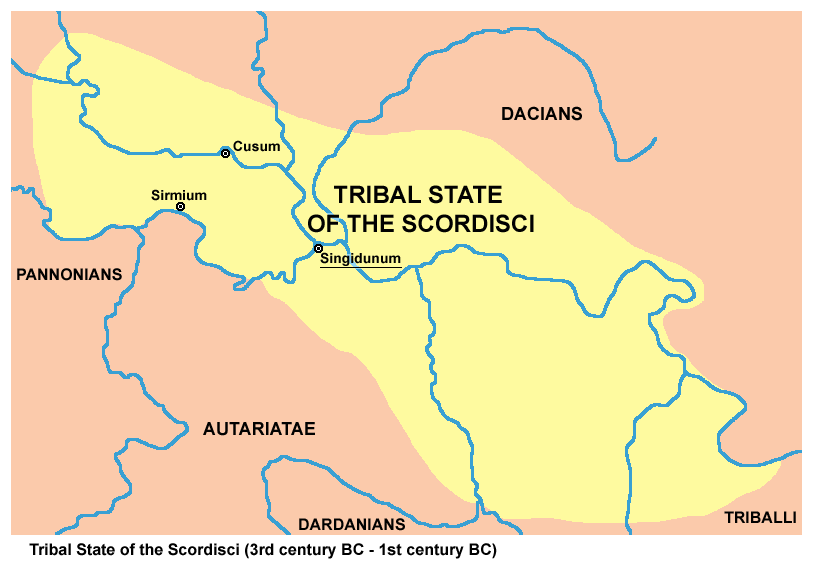
Племенное государство скордисков (III—I века до н. э.)

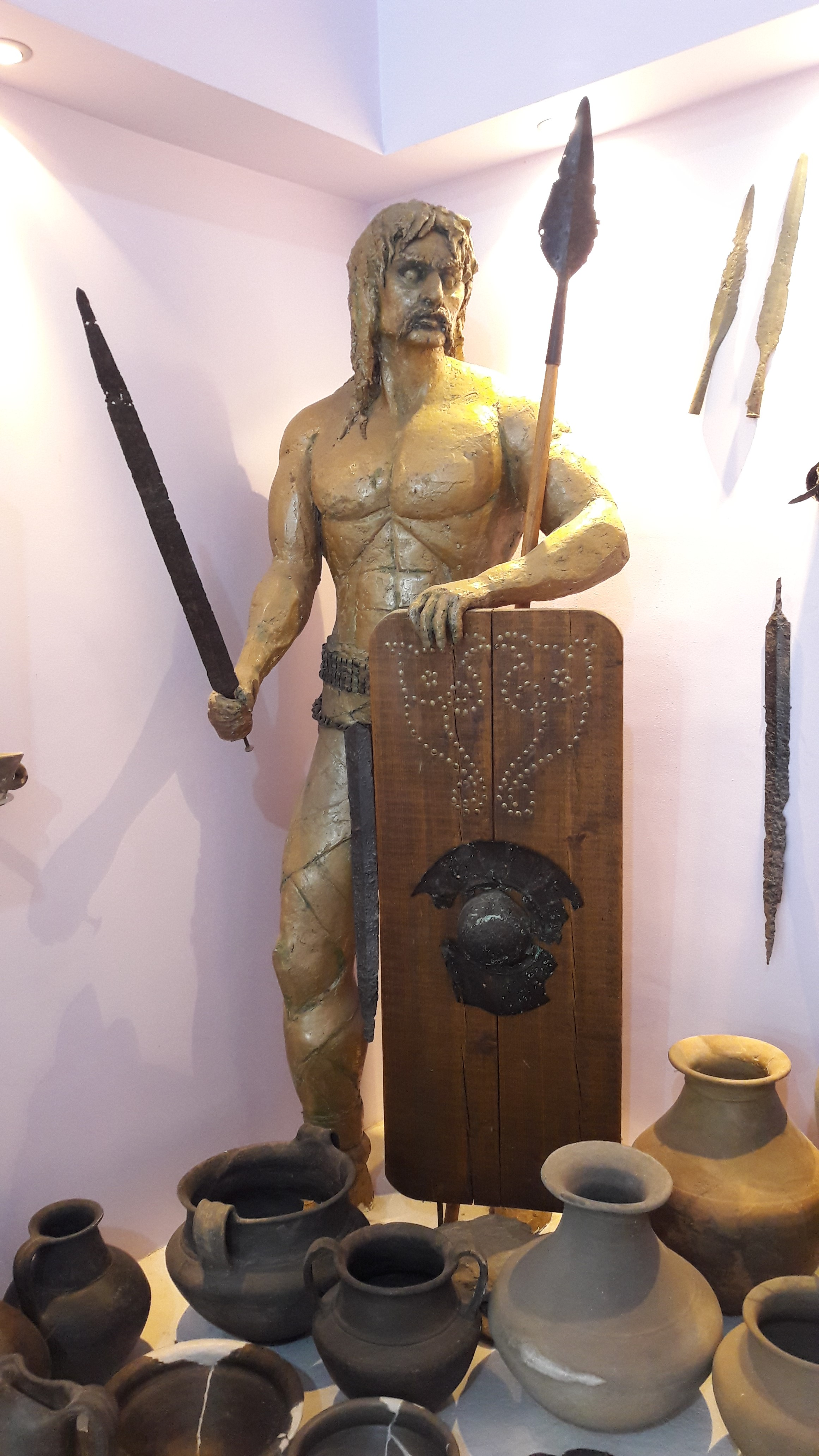
Воин скордисков, Национальный музей в Пожареваце, Сербия

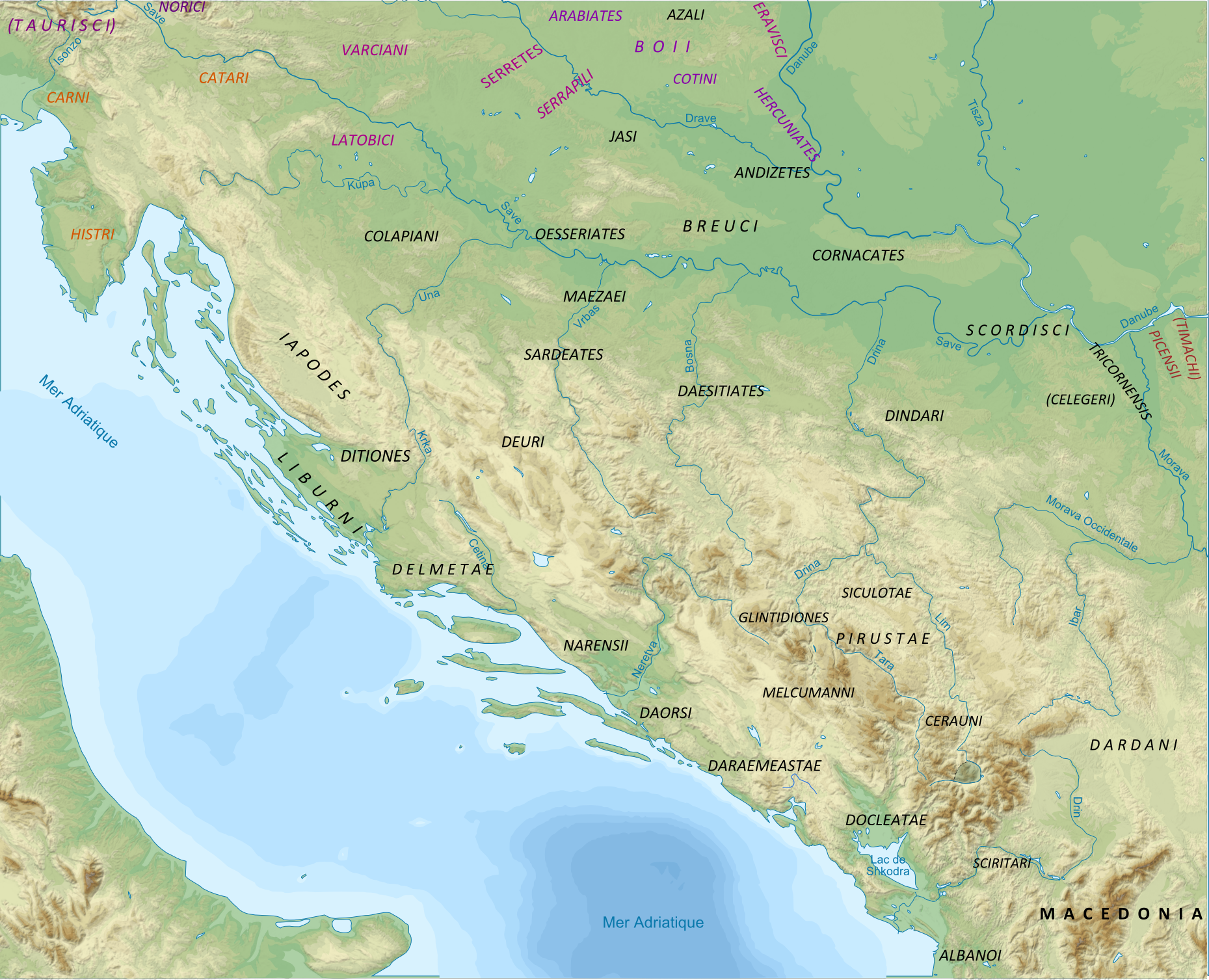
Кельтские племена на Балканах, около 50 года до н. э.

Скорди́ски (др.-греч. Σκορδίσκοι, лат. Scordisci) — прежние обитатели Паннонии, как полагают, галльского происхождения. Считаются потомками кельтов, вторгшихся в Грецию в 279 году до н. э., но разбитых, отступивших под предводительством Батаната и закрепившихся на территории современной Сербии (вокруг Белграда). Скордиски воевали с местными племенами мезов, автариатов и трибаллов. Служили царям Македонии. После захвата римлянами Македонии в 148 году до н. э. скордиски вступают в войну с пришельцами и терпят от них окончательное поражение в 15 году до н. э. После римского завоевания в I веке нашей эры их территории были включены в римские провинции Паннония, Мёзия и Дакия.
Поражению немало способствовали будущие германские племена (тевтоны, гаруды, амброны, кимвры), пришедшие в 120 году до н. э. с территории Ютландии и занявшие бассейны Дравы и Савы. Попутно северяне избивали римлян, двинувшись на запад в 113 году до н. э. (Кимврская война). Предположительно, именно на примере скордисков римские императоры разработали принцип разделяй и властвуй. Причины миграции германских племён на юг по сей день остаются предметом дискуссий.